# تدوين الحديث
تَدْوِينُ الحَدِيث هو تدوين وتسجيل ما ورد عن النبي محمد  من قول أو فعل أو تقرير، والتي أولاها المسلمون اهتمامًا بالغًا كونها المصدر الثاني من مصادر التشريع الإسلامي. مرت عملية تدوين الحديث بمراحل عدة بدأت فعليًا مع القرن الثاني للهجرة حيث بدأت الخطوات الأولى لتدوين الحديث بكتابته بعد أن كان مقصورًا على المشافهة. تطوّر الأمر مع مرور الوقت، وانتقل من مرحلة الجمع البحت إلى مرحلة التصنيف والترتيب تارة بحسب المواضيع الفقهية وأخرى بترتيب الأحاديث بحسب الراوي وإن اختلفت موضوعاتها. ثم مع مرور الزمان، تشعّبت أنواع كتب الحديث بين موطآت ومصنفات ومسانيد وسنن وجوامع ومستدركات ومستخرجات.
توقفت عملية التدوين الفعلي للحديث بحلول القرن الخامس الهجري، ثم انتقل علماء الحديث النبوي إلى مرحلة أخرى وهي مرحلة نقد الحديث من حيث السند والمتن ليؤسّسوا بذلك علم مصطلح الحديث.

## أهمية التدوين
للسُنّة النبوية عند المسلمين أهميتها لدورها التوضيحي أو التقييدي أو التخصيصي لبعض النصوص القرآنية. فكثير من آيات القرآن وردت مُجملة(1) أو مُطلقة(2) أو عامة(3)، فجاء قول النبي محمد أو عمله ليبيّنها أو يقيّدها أو يخصّصها. كما كان لتصرفات النبي محمد فيما لم ينزل فيه قرآنًا المرجع للمشرعين، لقوله تعالى ﴿وَمَا يَنْطِقُ عَنِ الْهَوَى ۝٣ إِنْ هُوَ إِلَّا وَحْيٌ يُوحَى ۝٤﴾ [النجم:3–4] وقوله ﴿مَا أَفَاءَ اللَّهُ عَلَى رَسُولِهِ مِنْ أَهْلِ الْقُرَى فَلِلَّهِ وَلِلرَّسُولِ وَلِذِي الْقُرْبَى وَالْيَتَامَى وَالْمَسَاكِينِ وَابْنِ السَّبِيلِ كَيْ لَا يَكُونَ دُولَةً بَيْنَ الْأَغْنِيَاءِ مِنْكُمْ وَمَا آتَاكُمُ الرَّسُولُ فَخُذُوهُ وَمَا نَهَاكُمْ عَنْهُ فَانْتَهُوا وَاتَّقُوا اللَّهَ إِنَّ اللَّهَ شَدِيدُ الْعِقَابِ ۝٧﴾ [الحشر:7]، لذا استوجب ذلك العناية بجمع الحديث وتدوينه.
في البداية، لم يُدوّن الحديث على عهد النبي محمد الذي نهى عن تدوينه، إلا أن عدم تدوين الحديث النبوي في عهده الأول، والاكتفاء بالاعتماد على الذاكرة، فتح الباب أمام بعض الوضّاعين الذين استباحوا وضع أحاديث ونسبتها كذبًا إلى النبي محمد، حتى بلغت مبلغًا عظيمًا، وعجّت بها الآفاق حتى أن البخاري في صحيحه لم يُدوّن سوى سبعة آلاف حديث منها ثلاثة آلاف مكررة من جملة ستمائة ألف حديث كانت متداولة في عصره. وقد رأى أحمد أمين في كتابه فجر الإسلام برأي ابن أبي الحديد في كتابه شرح نهج البلاغة أن الخصومات السياسية بين السُنّة والشيعة، ثم الأمويين والعباسيين، إضافة إلى الخلافات الكلامية والفقهية بين المذاهب الدينية في العصور الأولى للإسلام، كانت سببًا في وضع الأحاديث التي هدف واضعوها إلى تغليب فئة على أخرى، مستغلين التوجُّه السائد حينئذ بتفضيل عدم تدوين الحديث.

## تاريخ التدوين

### الجمع
لم يُدوّن الحديث على عهد النبي محمد، بل ونهى النبي عن تدوينه، فقد روى أبو سعيد الخدري عن النبي محمد قوله: «لا تكتبوا عني ومن كتب عني غير القرآن فليمحه، وحدثوا عني ولا حرج. ومن كذب عليّ متعمدًا، فليتبوأ مقعده من النار». إلا أن هناك بعض الحالات التي أذن النبي محمد فيها بتدوين أحاديث كحديث أبي هريرة عن خطبة النبي محمد عام فتح مكة حين قتلت خزاعة رجلاً من بني ليث بقتيل منهم قتلوه، حيث طلب رجل من أهل اليمن من النبي محمد أن يكتب له الخطبة، فأمر النبي محمد بكتابتها له. وقد رأى بعض العلماء أن النهي عن الكتابة كان وقت نزول القرآن، خشية التباس القرآن بالحديث. كما أذن النبي محمد لبعض أصحابه كعبد الله بن عمرو بن العاص وأنس بن مالك وسمرة بن جندب وأبى أن يأذن لبعضهم كأبي سعيد الخدري.
وقد عمد بعض الصحابة مبكرًا إلى تدوين الحديث وجمعه بعد وفاة النبي محمد كابن عباس الذي كان يدور على الصحابة ليسألهم، ويكتب ما يحدثونه به من أحاديث سمعوها من النبي محمد. بل وأراد عمر بن الخطاب أن يكتب الحديث، فاستشار الصحابة في ذلك، فأشاروا عليه أن يكتبها، إلا أنه تراجع خشية أن يُكبّ الناس عليه، ويتركوا القرآن. لم يمض الكثير من الوقت حتى اعتنى التابعون بجمع الحديث وكتابته، وكذلك اهتم الخلفاء والأمراء الأمويون على المستوى الرسمي بجمعه، فأمروا بعض علماء المسلمين مثل أبو بكر بن محمد بن عمرو بن حزم وابن شهاب الزهري بجمع الحديث.
عني التابعون وتابعيهم بتنقية الحديث مما أصابه من وضع الوضّاعين عن طريق العناية بحفظه وتتبُّع الأسانيد والبحث في أحوال الرجال، ثم أخذوا يشرِّحون الرجال، فيُجرِّحون بعضًا، ويُعدِّلون بعضًا(4)، فاستدعى ذلك منهم أن يلتمسوا الأحاديث وأسانيدها مهما كلّفهم ذلك من رحلات شاقة وطويلة.

### التصنيف والترتيب

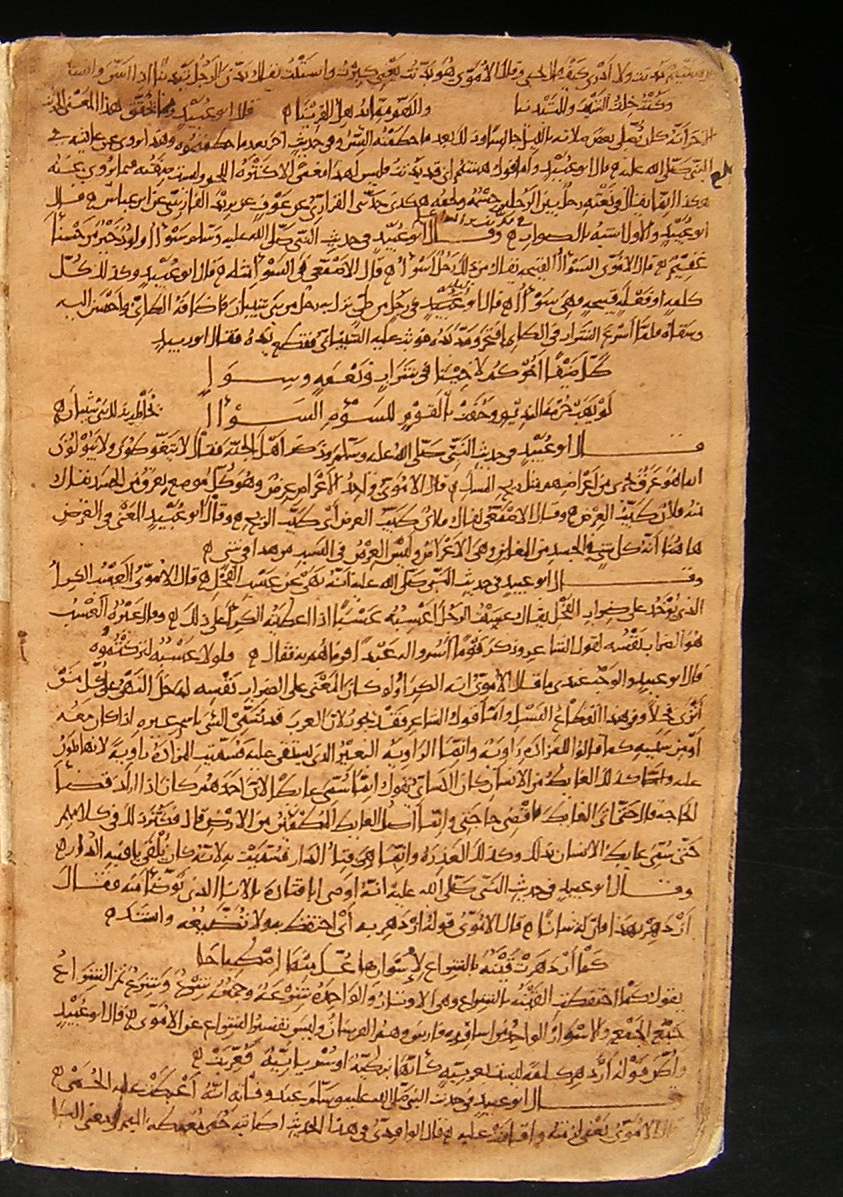
مخطوطة لكتاب غريب الحديث لأبي عبيد القاسم بن سلام يرجع تاريخها لحوالي السنة 319هـ (931م)

بدأت محاولات جمع وترتيب الحديث في منتصف القرن الثاني الهجري على يد الربيع بن صبيح ثم سعيد بن أبي عروبة، تلاها ما جمعه ابن جريج في مكة، ومالك في موطأه في المدينة، والأوزاعي في الشام، وسفيان الثوري في الكوفة، وحماد بن سلمة في البصرة ومعمر بن راشد الصنعاني في اليمن والليث بن سعد في مصر بما تيسّر لهم من أحاديث. وقد صنّف هؤلاء ما جمعوه ورتّبوه وبوّبوه بحسب الأبواب والمواضيع الفقهية، وضمّوا إليها بعض أقوال الصحابة وفتاوى التابعين.
وقد أرّخ جلال الدين السيوطي في ألفيته لبدايات جمع الحديث بأبيات قال فيها:
انتقل تدوين الحديث إلى طور آخر أكثر تطوّرًا، وازدهر التدوين بازدهار تأليف الكتب في عصر هارون الرشيد، وتشعّب وتنوّع، فظهرت منه الموطآت(5) والمصنفات(6) والمسانيد(7) والسنن(8) والأجزاء(9) والجوامع(10) والمستدركات(11) والمستخرجات(12). وبلغ التدوين عصره الذهبي بحلول القرن الثالث الهجري الذي ظهر فيه الكتب الستة، وانتشر فيه الكثير من علماء وحُفّاظ الحديث الذين أسّسوا لعلوم الحديث كابن حنبل وإسحاق بن راهويه وابن المديني ويحيى بن معين والبخاري ومسلم وأبي زرعة الرازي وأبي حاتم الرازي وعبد الله بن عبد الرحمن الدارمي وعثمان بن سعيد الدارمي.

### التدقيق والتمحيص
استمرت عملية جمع وتدوين الحديث وتصنيفه وترتيبه حتى نهاية القرن الخامس الهجري، ثم انتقل إلى مرحلة أخرى وهي مرحلة «نقد الحديث» تصحيحًا وتضعيفًا، ونقد رجاله تجريحًا وتعديلاً، وتناول المتن شرحًا وانتخابًا، لما جمعه الأولون من مؤلفات في القرون الخمسة الأولى، فجمعوا شتات الأقوال النقدية حول الحديث المروي عند الأولين من تعليل للمتن وتجريح وتعديل للرواة ووصل وإرسال وانقطاع للسند. فنتج عن ذلك أن أكثروا من كتب مصطلح الحديث التي رتّبوا فيها الحديث وهذّبوه وتناولوه بالشروحات.

## أشهر كتب تدوين الحديث
تنوعت الكتب التي دوّنت الحديث في كل قسم من أقسامه، واشتهر منها الكثير في كل قسم على حدة.
| القسم                  | أشهر الكتب                                                                                   |
| الجوامع(10) الصحاح(13) | صحيح البخاري، صحيح مسلم، صحيح ابن حبان، صحيح ابن خزيمة                                       |
| الموطآت(5)             | موطأ مالك، موطأ ابن أبي ذئب                                                                  |
| المصنّفات(6)            | مصنف عبد الرزاق، مصنف ابن أبي شيبة                                                           |
| المسانيد(7)            | مسند أحمد، مسند البزار، مسند إسحاق بن راهويه                                                 |
| السنن(8)               | سنن النسائي، سنن الترمذي، سنن أبي داود، سنن ابن ماجه، سنن الدارقطني، سنن البيهقي             |
| الأجزاء(9)             | مجابو الدعوة لابن أبي الدنيا، الفتن لنعيم بن حماد                                            |
| المستدركات(11)         | المستدرك على الصحيحين للحاكم النيسابوري                                                      |
| المستخرجات(12)         | مستخرج أبي عوانة على صحيح مسلم، مستخرج أبي نعيم على صحيح مسلم لأبي نعيم                      |
| المعاجم(14)            | المعجم الكبير، المعجم الأوسط، المعجم الصغير للطبراني                                         |
| الزوائد(15)            | مصباح الزجاجة في زوائد ابن ماجه للبوصيري، مجمع الزوائد ومنبع الفوائد لعلي بن أبي بكر الهيثمي |
| الأطراف(16)            | أطراف الصحيحين لأبي مسعود الدمشقي                                                            |
| الشروحات               | فتح الباري (شرح صحيح البخاري) لابن حجر العسقلاني، المنهاج في شرح صحيح مسلم للنووي            |

## طالع أيضًا
- حديث نبوي

## كتب في تدوين الحديث
- تدوين الحديث; المؤلف: مناظر أحسن الكيلاني; المحقق: معروف، بشار عواد[62]

## هوامش
- 1 المجمل في القرآن: هو ما أفاد شيئًا من جملة أشياء، وهو مُتعيِّنٌ في نفسه، واللفظ لا يُعيّنُه.[63]
- 2 المُطلق في القرآن: هو ما دل على الحقيقة بلا قيد؛ فهو يتناول واحدًا ما بدون تعيين، مثل لفظ «رقبة» من قوله تعالى: ﴿وَالَّذِينَ يُظَاهِرُونَ مِنْ نِسَائِهِمْ ثُمَّ يَعُودُونَ لِمَا قَالُوا فَتَحْرِيرُ رَقَبَةٍ مِنْ قَبْلِ أَنْ يَتَمَاسَّا ذَلِكُمْ تُوعَظُونَ بِهِ وَاللَّهُ بِمَا تَعْمَلُونَ خَبِيرٌ ۝٣﴾ [المجادلة:3] يعنى أن عليه تحرير رقبة، دون تقييد كونه مؤمنًا أو كافرًا، وهذا يعتبر إطلاقًا.[64]
- 3 العام في القرآن: هو اللفظ الواحد الدال على شيئين فصاعدًا.[65] ...
- 4 الجرح في علم الرجال: هو وصف الراوي بما يقتضي رد روايته، والتعديل في علم الرجال: هو وصف الراوي بما يقتضي قبول روايته.[66]
- 5 الموطأ: هو الكتاب المرتب على الأبواب الفقهية، ويشتمل على الأحاديث المرفوعة والموقوفة والمقطوعة، وآثار الصحابة والتابعين، ويشتمل على أبواب عن السير والمغازي والمناقب والفضائل والشمائل.[24]
- 6 المصنّف: هو الكتاب المرتب على الأبواب الفقهية، ويشتمل على الأحاديث المرفوعة والموقوفة والمقطوعة، وآثار الصحابة والتابعين، ودون أن يشتمل على أبواب عن السير والمغازي والمناقب والفضائل والشمائل.[24]
- 7 المُسند: هو الكتاب الذي يقتصر على أحاديث النبي محمد، مُرتّبه وفق ما جُمع من حديث كل صحابي على حدة.[24]
- 8 السنن: هي الكتب المرتبة على الأبواب الفقهية، وتستبعد الأحاديث الموقوفة.[67]
- 9 الجزء: هو الكتاب الذي يجمع الأحاديث المتعلقة بموضوع واحد.[67]
- 10 الجامع: هو الكتاب الذي يجمع أبواب الإيمان والفقه والتاريخ والسير والمغازي والتفسير والفضائل والشمائل وأمور الآخرة، ويشتمل على الأحاديث المرفوعة.[67]
- 11 المستدرك: هو الكتاب الذي جمع فيه مؤلفه أحاديث استدركها على كتاب آخر.[31]
- 12 المستخرج: هو الكتاب الذي يأتي مؤلفه إلى كتاب من كتب الحديث، فيخرِّج أحاديثه بأسانيد تختلف عن أسانيد صاحب الكتاب.[31]
- 13 الصحاح: هي الكتب التي التزم مؤلفوها ألا يذكروا فيها إلا الأحاديث الصحيحة عندهم.
- 14 المعجم: هو الكتاب الذي ترتب فيه الأحاديث على مسانيد الصحابة أو الشيوخ أو البلدان أو غير ذلك. والغالب أن يكون ترتيب الأسماء فيه على حروف المعجم.[68]
- 15 الزوائد: هي المصنفات التي يجمع فيها مؤلفها الأحاديث الزائدة في بعض الكتب عن الأحاديث الموجودة في كتب أخرى.[69]
- 16 الأطراف: هي كتب يقتصر مؤلفوها على ذكر طرف الحديث الدال عليه، ثم ذكر أسانيده في المراجع التي ترويه بإسنادها، وبعضهم يذكر الإسناد كاملًا، وبعضهم يقتصر على جزء من الإسناد، لكنها لا تذكر متن الحديث كاملاً، كما أنها لا تلتزم أن يكون الطرف المذكور من نص الحديث حرفيًا.[70]

## وصلات خارجية
- الموسوعة الحديثية وسلسلة الأحاديث الضعيفة والموضوعة